# H-Syndrom
Das H-Syndrom, englisch histiocytosis-lymphadenopathy plus syndrome, ist eine sehr seltene angeborene Form einer systemischen Histiozytose mit den namensgebenden Hauptmerkmalen Hyperpigmentierung, Hypertrichose, Hepatosplenomegalie, Herzfehler, Hörverlust, Hypogonadismus und gelegentlich Hyperglykämie.
Zu diesem Syndrom werden hinzugerechnet:
- Pigmentierte Hypertrichose mit Insulin-abhängigem Diabetes mellitus-Syndrom (PHID)[2]
- Faisalabad-Histiocytose (FHC)[3]
- Familiäre Sinushistiocytose mit massiver Lymphadenopathie (FSHML)[4]

Die Bezeichnung H-Syndrom wurde im Jahre 2008 durch die Israelischen Hautärzte V. Molho-Pessach und Mitarbeiter vorgeschlagen.
Die Erkrankung ist nicht zu verwechseln mit dem HHH-Syndrom (Triple-H-Syndrom).

## Verbreitung
Die Häufigkeit wird mit unter 1 zu 1.000.000 angegeben, bislang wurde über etwa 100 Patienten berichtet. Die Vererbung erfolgt autosomal-rezessiv.

## Ursache
Der Erkrankung liegen Mutationen im SLC29A3-Gen auf Chromosom 10 Genort q22.2 zugrunde, welches für den Nukleosidtransporter hENT3 kodiert.
Das gleiche Gen ist auch bei der Rosai-Dorfman-Erkrankung und der Dysosteosklerose betroffen.

## Klinische Erscheinungen
Klinische Kriterien sind:
- Manifestation während der Kindheit
- Hautveränderungen wie Hyperpigmentation, Hypertrichose und Hautverhärtungen
- Schallempfindungsschwerhörigkeit
- Herzfehler, Hepatosplenomegalie, vergrößerte Lymphknoten
- Insulinabhängiger Diabetes mellitus
- Hypogonadismus mit Kleinwuchs, Gynäkomastie, spät einsetzende Pubertät
- Gefäßveränderungen wie Varikosis, erweiterte Gefäße der Skleren, Teleangiektasien im Gesicht
- Exophthalmus, Exokrine Pankreasinsuffizienz, Nierenauffälligkeiten
- Beugekontrakturen der Interphalangealgelenken, Hallux valgus

## Diagnose
Die Diagnose ergibt sich aus den charakteristischen Hautveränderungen und der Kombination klinischer Merkmale.
Die Blutsenkung ist massiv beschleunigt, im Blutserum findet sich eine leichte Mikrozytäre Anämie, und erhöhte Leberwerte.
Die Diagnose wird durch genetische Untersuchung bestätigt.

## Differentialdiagnose
Abzugrenzen sind das Torg-Winchester-Syndrom, Hämochromatose, das POEMS-Syndrom und die Rosai-Dorfman-Erkrankung.